# Styela grahami
Styela grahami är en sjöpungsart som beskrevs av Sluiter 1912. Styela grahami ingår i släktet Styela och familjen Styelidae.
Artens utbredningsområde är Södra Ishavet. Inga underarter finns listade i Catalogue of Life.